# Лю Чжицзюнь
Лю Чжицзю́нь (кит. трад. 劉志軍, упр. 刘志军, пиньинь Liú Zhìjūn; род. 29 января 1953 года) — политический деятель Китая. Министр железных дорог Китая и секретарь партийной организации МЖД (2003—2011). С августа 1973 по 2011 год член Коммунистической партии Китая.
Во время пребывания Лю Чжицина на посту министра железных дорог произошло значительное расширение железнодорожной сети КНР в особенности быстрыми темпами развивались высокоскоростные железные дороги.
В 2012 году, в связи с обвинением в коррупции и злоупотреблении властью был исключён из Коммунистической партии Китая и снят с поста министра железных дорог Китая. В 2012 году был осуждён, следствие доказало, что сумма полученных Лю Чжицзюнем незаконно выплат в период с 1986 по 2011 годы достигла 10 млн долларов. В июле 2013 года был приговорен судом Китая к смертной казни с отсрочкой исполнения приговора на два года. 14 декабря Пекинский народный суд высшей ступени заменил смертную казнь на пожизненное заключение, оставив в силе дополнительные наказания.